# الغرق حكايات القهر والونس
رواية من تأليف السوداني الروائي حمور زيادة، فهو لا يختلق حكايات عن التاريخ أو الواقع، بل هو يكسر كل الأنماط الكتابية بطريقة إبداعية مدهشة، كأنه يمسك يداك الاثنين ويقودك مثل صديق حميم لترى الأماكن وتشاهد ابطال الحكاية كيف يعيشون الحياة في رواياته وكيف يقاتلون يصرخون ويبكون من شدة الألم، لتجد نفسك في النهاية شاهداً على كل شيء غرقهم وموتهم.

## أحداث الرواية
تدور أحداث رواية (الغرق حكايات القهر والونس) في قرية حجر نارتي التي تطل على ضفاف النيل في شمال السودان، يوهمنا الكاتب بأن هذه الرواية تاريخية ويقول في افتتاحيتها: "تبدو البلاد كما لو صنعت في صدفة ماء، بلا خطة واضحة وعلى عجل، يمكن أن تستجيب السماء في أي لحظة، كرامة للنهر الآتي من الجنة، ترسل السماء هداياها للغرقى على اليابسة العطشى، المتورطين في هذه البلاد بحكم الميلاد"، ولكن نكتشف أن حمور استخدم التاريخ بصورة جميلة يحاكي بها الواقع أو نشاهده في مناطق شمال السودان، رويداً رويداً يدخلنا إلى عالمه هو، بل يهشم كل ما نعرفه عن التاريخ، والثقافة في شمال السودان، ومن هنا وهناك يصنع أسطورته الحكائية المدهشة.

## القهر الذي تتعرض له النساء في الرواية
تتحدث هذه الرواية بصورة واضحة عن القهر الذي تتعرض له النساء خصيصاً اللواتي كن خادمات أو إماء عند العمد والمشايخ، وبعد ان تم تحريرهن أصبحن حبيسات لهذه النظرة الاجتماعية الظالمة، يلهو بهن رجال القرية، وتعنفهن نساؤها، على كل حال في هذه الحكايات المجتمع يقهر هؤلاء النسوة ولا واحدة منهن تنجو إلا بالغرق.

## أبطال الرواية والشخصيات
يعتبر أبطال هذه الرواية مقهورين بصورة مفجعة جداً واضعين رقابهم تحت مقصلة الأسرة وسنديان زوجة العمدة (حاجة الرضية) حيث أن مصلحة الأسرة أهم من كل شيء (أهم من رغبات المرء ورأيه، مصلحة الجماعة تحدد ما يجب أن تحبه وتحلم به) في هذه القرية الرجال يستلذون بجلد زوجاتهم عند المضاجعة يرتوي شبقهم عندما تعلو صرخاتهن وتحمر أجسادهن، يتنادون عند فايت ندو على ضفاف النيل، كانت خادمة في بيت العمدة، لها عشرات الآباء من أهل القرية، كانت أمها تعمل على صناعة الخمور البلدية وتروي عطش الرجال، لذلك أنجبت عشرون طفل لمئات الآباء جميعهم ماتو نجت فايت ندو وأختها وأخ هرب من القرية لفعلة ما.
بعد أن أعلن الانجليز منع الرق وتحرير العبيد أصبحت فايت ندو مكان أمها، عند فايت ندو يحلو السمر والحديث عن السياسة وحال البلد، وكان الانقلاب العسكري الذي حدث هو شغلهم الشاغل، يقول حاج بشير شقيق العمدة بلهجة سودانية (البلد دي خلاص راحت تصدق يا بني آدم) يُجيب شقرب وهو مساعد القرية الطبي وموظف الحكومة (لعل المرة هذه تختلف عن الأولى) تشاركهم فايت ندو الحديث تذكرهم بما حدث قبل ست سنوات عندما هتفوا ضد العسكر(إلى الثكنات يا حشرات) قالت (حتى بنات المدارس ما يعرفن شيء، ولا عندهن شغلة لكن هتفن ويجرين) هكذا كان يتسامرون، في واحدة من جلسات السمر هذه، فجأة صرخ أحدهم: جنازة بحر، جنازة بحر، كانت لأمراه ناضجة، نادو كل القرى القريبة لحجر نارتي فلم يتعرف عليها أحد، حتى دفنوها.
في حجر نارتي النساء يقهرن بعضهن البعض حاجة الرضية حارسة الفضيلة و إرث أجدادها من العادات والتقاليد، تكره الإماء، تلدغهم بالكلمات مثل أفعى عجوز، عندما حَملت فايت ندو ببنتها عبير حلفت بأن تقتلها، ولكنها نجت من ميتة محققة بعد تدخلات زوجها العمدة، ونوسلات أهل القرية، شفعت لها ولكن بشروط، وهي أن لا تنجبها في القرية فوضعتها في قرية أخرى حتى تبر بقسم حاجة الرضية، وعندما عادت واجهت الموت أيضاً في تسمية ابنتها شاهيناز على ابنة أخت حاجة الرضية فكادت أن تأكلها حية لولا تم تغيير الاسم ل عبير.
أما سكينة فهي طفلة وديعة وجميلة جن جنون العالم بجمالها كل القرى تتحدث به، تغنى بها الشعراء والمغنيين والعشاق، تجد اسمها مكتوبا في الباصات وحكايات الشباب، خطبها ضابط من قوة دفاع السودان (القوات المسلحة السودانية) تحمس أهلها وأعمامها لهذا الزواج ولكن والدها لم يكن بتلك الحماسة وظل يرواغ بأن البنت صغيرة، يجيبون اصغر منها تزوجن، البنت لا تعرفه ولا يعرفها يجيبون ومتى كانت الزيجات يعرفن أزواجهن إنما الزواج مصاهرة بين الرجال، هكذا حرمت سكينة من طفولتها ومن حبها لبشير الناير، الذي عشقها منذ ساعة ميلادها، عندما سألته واحدة من النساء عجبتك يا البشير؟ مد عنقه نظر أكثر (حلوه زي حلاوة قرطاس).
حتى الصمت فيه حكايا، تصمت فاطمة التي غرقت سعاد ابنتها في البحر، تنتظر عودتها جثة هامدة، في كل صباح ومساء تقف قبالة الموج كأنها تعاتبه،ت تسأله أو تشاركه صمتها وحزنها، فكلما جاد الموت بجثة غريق يعلو نحيبها ويتجدد حزنها.
تصمت عبير ابنة فايت ندو، تقهرها الرضية، يطلبها الرجال، مراهقين، مزارعين ومساعد طبي القرية، حتى خالها بشير، لم تنجو من أحد لأنها بنت حرام، وبنت الحرام لا تجيد غير فعل الفواحش والفجور، ولا تدخل الجنة كما قالت لها حاجة الرضية فهي أكثر من يكره أبناء الحرام، لتجد عبير نفسها في النهاية تجيد صنعة أمها وجدتها، بنفس الطريقة التي جاءت بها للدنيا، أنجبت طفلا وديعا له عشرات الآباء ولكن حاجة الرضية لم تسمح بان يتزايد عدد أولاد الحرام في هذه القرية فأخذته من حضن عبير ومنحته للمسافر، وليدها ذهب من الريح، وسافرت هي مع الموج لتحرك صمت فاطمة أم سعاد.
تبدو هذه الرواية بجملتها ملحمة شعرية في تاريخ السودان الحديث، اللغة سهلة وقوية لا تشعر فيها بالغرابة، بل تجد نفسك واحداً من أهل القرية وأحياناً أخرى بطلاً من أبطالها، تسمع حكايا القهر والونس وربما تكون أنت الحكاية ذاتها، تصمت تضحك وتبكي، تزمجر وترعد تسأل البحر ومن ثم تغرق فيه.